# Мунду-Нову (Гояс)
Мунду-Нову (порт. Mundo Novo) — муниципалитет в Бразилии, входит в штат Гояс. Составная часть мезорегиона Северо-запад штата Гойас. Входит в экономико-статистический микрорегион Сан-Мигел-ду-Арагуая. Население составляет 10 055 человек на 2006 год. Занимает площадь 2146,649 км². Плотность населения — 4,7 чел./км².
Праздник города — 10 июня.

## История
Город основан 10 июня 1980 года. 

## Статистика
- Валовой внутренний продукт на 2003 год составляет 45 807 734,00 реалов (данные: Бразильский институт географии и статистики).
- Валовой внутренний продукт на душу населения на 2003 год составляет 4999,21 реалов (данные: Бразильский институт географии и статистики).
- Индекс развития человеческого потенциала на 2000 год составляет 0,692 (данные: Программа развития ООН).